# The One (film fra 2016)
|  | Denne artikel er oprettet af botten Steenthbot ud fra en ekstern database. Den kan derfor have sproglige fejl eller mangler. Denne skabelon kan fjernes efter kontrol af indholdet. |

 For alternative betydninger, se The One. (Se også artikler, som begynder med The One)
The One er en dansk kortfilm fra 2016 instrueret af Erik Schäfer.

## Medvirkende
- Anne Sofie Adelsparre, Naya
- Rudi Køhnke, Leo
- Marika Marthedal, Emma
- Pernille René, Nicky
- Ella Simone, Tina